# Kent-Bündel
Das Kent-Bündel (nach dem britischen Physiologen Albert Frank Stanley Kent, 1863–1958) ist eine zusätzliche Verbindung an unterschiedlichen Stellen zwischen Herzvorhof und -kammer mit einer höheren Erregungsleitungsgeschwindigkeit als der AV-Knoten. Es kann eine vorzeitige Erregung von Teilen der Kammermuskulatur bewirken, die zu charakteristischen EKG-Veränderungen führen kann (das Wolff-Parkinson-White-Syndrom).